# Therates rogeri
Therates rogeri (лат.) — вид жуков-скакунов рода Therates из семейства жужелицы (Carabidae).

## Распространение
Таиланд (Tak).

## Описание
Длина от 6,0 до 6,7 мм. Тело с металлическим блеском. Отличается от всех других видов в своей группе, которые имеют увеличенную макуляцию надкрылий за счет сочетания светлых вентритов и пяти апикальных зубцов на верхней губе. Голова блестящая зеленовато-чёрная. Мандибулы желтоватые, зубцы по краю буроватые. Верхняя губа почти одинаковой ширины и длины, желтоватая, с 5 вершинными зубцами и одним боковым зубцом. Губные и максиллярные щупики желтоватые. Наличник голый. Лоб гладкий. Переднеспинка блестящая зеленовато-чёрная, длиннее своей ширины, сужена спереди и сзади. Надкрылья блестящие коричневато-чёрные с коричневато-жёлтыми отметинами. Брюшная сторона желтоватая. Ноги желтоватые. Длина эдеагуса 1,6 мм.